# Ицков, Игорь Моисеевич
И́горь Моисе́евич Ицков (21 февраля 1940 — 15 октября 1992) — советский и российский драматург, сценарист. Лауреат Ленинской премии (1980).
В 1963 г. окончил Институт восточных языков при МГУ.
Похоронен в Москве на Ваганьковском кладбище (участок 31) .

## Фильмография
Сценарист:
- 1970 — Его звали Хо Ши Мин
- 1978 — Человек и время
- 1979 — Великая Отечественная (совм. с К. Славиным и Р. Карменом)[2]
- 1980 — О друзьях-товарищах (фильм-концерт)
- 1981 — Правда Апрельской революции
- 1982 — Кампучия: от трагедии к возрождению
- 1984 — Маршал Жуков. Страницы биографии (совм. с М. Бабак)
- 1984 — В семье равноправных